# Anoteropsis okatainae
Anoteropsis okatainae Vink, 2002 è un ragno appartenente alla famiglia Lycosidae.

## Etimologia
Il nome proprio della specie deriva dal lago neozelandese dove sono stati rinvenuti gli esemplari: il lago Okataina.

## Caratteristiche
Si distingue dalle altre specie del genere per la forma dell'apofisi mediana del bulbo maschile e degli scleriti esterni dell'epigino, in particolare le zone adiacenti al setto mediano. Vi sono della analogie morfologiche del bulbo e dell'epigino con la specie A. senica, di maggiori dimensioni; in A. okatainae l'apofisi mediana è più breve e le coperture dell'epigino sono meno sviluppate.
L'olotipo maschile rinvenuto ha lunghezza totale è di 5,10mm; la lunghezza del cefalotorace è di 2,60mm; e la larghezza è di 1,00mm.

## Distribuzione
La specie è stata reperita nella Nuova Zelanda settentrionale: l'olotipo maschile è stato rinvenuto sulle sponde del lago Okataina, appartenente alla regione della Baia dell'Abondanza.

## Tassonomia
Al 2016 non sono note sottospecie e dal 2002 non sono stati esaminati nuovi esemplari.